# Майале
«Майале» (итал. Maiale — «Свинья») — итальянская человекоуправляемая торпеда, специальное оружие ВМС Италии периода Второй мировой войны. Применялось подразделениями боевых пловцов (отряд 10-й флотилии MAS) для уничтожения военных кораблей и транспортных судов противника в местах их базирования или стоянки.

## История создания
Идея использования тихоходной торпеды для совершения диверсий против кораблей появилась в Первую мировую войну. Инженеры — капитан 3-го ранга Р. Россети и лейтенант медицинской службы Р. Паолуччи — разработали аппарат на основе германской 510 мм торпеды, который двигался посредством сжатого воздуха и имел наружное управление. К головной части торпеды прикреплялись два заряда, по 170 кг тротила каждый. Взрыв осуществлялся с помощью часового механизма. Заряды крепились к корпусу корабля с помощью мощных магнитов. Длина торпеды составляла 8,2 м, а водоизмещение — 1,5 т. Она могла развить скорость 4 узла и имела радиус действия 8—9 миль.
Пловцы одевались в каучуковые комбинезоны, надутые воздухом.
После нескольких месяцев тренировок было решено провести диверсию в порту Пола, где базировались австрийские линкоры. 31 октября 1918 года в результате операции итальянцев был потоплен линкор «Вирибус Унитис», но 29 октября Австро-Венгрия запросила мира, её флот готовился к капитуляции. В подобных условиях в проведении диверсии не было необходимости.
Работа по созданию штурмовых средств возобновилась в 1935 году, во время обострения англо-итальянских отношений из-за Эфиопии. Накануне Второй мировой войны Италия остро нуждалась в новом, необычном оружии, которое можно быстро изготовить и нанести чувствительные удары противнику. Это могло создать более благоприятные условия для итальянского флота в случае противостояния с Англией на Средиземном море.

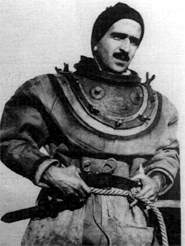
Тезео Тезеи

Два молодых инженера ВМС суб-лейтенанты Тезео Тезеи и Эмилио Тоски предложили проект человекоуправляемой торпеды, способной совершать небольшие переходы в полностью погруженном состоянии. В торпедных мастерских Сан-Бартоломео, Специя, были построены два прототипа. В январе 1936 года изобретатели лично провели серию секретных испытаний, которые завершились успехом. В том же году началось обучение личного состава.

## Техническое описание
Официально это оружие называлось SLC (Siluro a lenta corsa — тихоходная торпеда). Однако пилоты дали SLC прозвище «Майале» (Поросенок). Возможно, эта кличка родилась из-за её капризных механизмов. Она имела длину 6,7 м и диаметр 533 мм. Водоизмещение торпеды составляло 1,5 тонны. На ней был установлен электромотор мощностью 1,1 ЛС, который потом был заменен на более мощный — 1,6 ЛС. Он позволял торпеде двигаться почти бесшумно. На скорости 4,5 узла «Майале» могла пройти 4 мили, а на крейсерской скорости 2,3 узла — 15 миль. Экипаж был одет в защитные резиновые комбинезоны. Запаса кислорода в дыхательных приборах хватало на 6 часов. Торпеда могла погружаться на глубину до 30 м. Однако в подводном положении радиус действия «Майале» был очень небольшим. В носовой части была установлена съемная боеголовка с зарядом 200 кг. Позднее его увеличили до 250 кг, а затем — до 300 кг. Часовой механизм позволял устанавливать задержку до 5 часов.
Пилоты «Майале» сидели друг за другом верхом на торпеде. Их ноги упирались в специальную подножку. Водитель-офицер был прикрыт изогнутой металлической пластиной, под которой был установлен люминесцентный магнитный компас, клапан регулировки глубины, приборы управления электромотором. Пилот управлял торпедой с помощью рулевой колонки самолетного типа. Специальные рычаги заполняли и продували балластные цистерны. Второй член экипажа (обычно унтер-офицер, водолаз) находился сзади. От водителя его отделяла цистерна быстрого погружения. Позади него находился контейнер с инструментами и запасным дыхательным аппаратом.
Всего в 1940—43 годах было построено более 80 «Майале».

## Тактика применения
К месту атаки торпеду доставляла специально оборудованная подводная лодка-носитель. Вначале торпеды крепились прямо на палубу, но поскольку это сильно ограничивало глубину погружения лодки (корпус торпеды держался лишь до глубины 30 м, а после деформировался), то их стали помещать в большие герметически закрытые цилиндры с легко открывающимися дверцами.
Подводная лодка скрытно подходит как можно ближе к базе и занимает позиционное положение (притапливается). Выйдя из лодки через люк, экипаж проверяет свою торпеду и, если все в порядке, то включает двигатель и движется ко входу в гавань. Вначале водители держат голову над водой и дышат наружным воздухом, но при опасности быть обнаруженными, используя цистерну быстрого погружения, скрываются под водой и включают кислородные приборы. Достигнув заграждений, пытаются под них поднырнуть, а если это невозможно, то делают проход с помощью пневматического сетепрорезателя. После преодоления сетей торпеда направляется к цели — кораблю, чей силуэт тщательно изучался заранее.

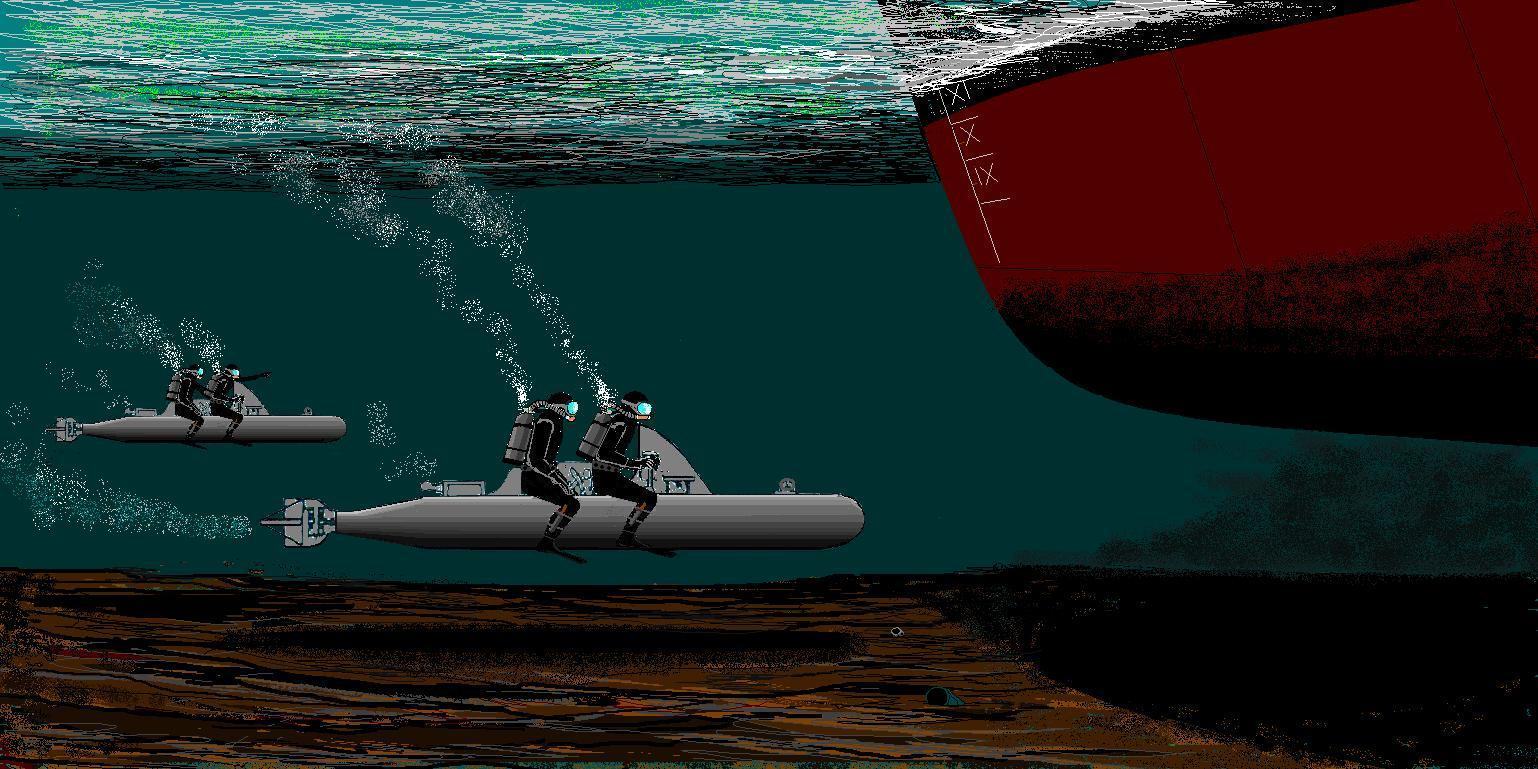
Боевые пловцы на торпеде «Майале»

Торпеда погружается на достаточную глубину и малым ходом приближается к цели. Когда темнота сгущается — экипаж под целью. Остановлен мотор и продувается цистерна, затем, скользя вдоль днища, водитель находит боковой киль и крепит к нему специальные зажимы. Одновременно помощник протягивает трос к боковому килю противоположного борта и зажимами укрепляет его. Отсоединяется боеголовка и крепится к тросу под днищем цели, где нет противоторпедной защиты. Начинает отсчет часовой механизм взрывателя, который сработает через 2,5 часа после отстыковки боевой части. Для более мелких судов применялись мины небольших размеров (около 5 кг взрывчатки), которые крепились к днищу судна зажимами или магнитом. После завершения минирования экипаж «Майале» скрытно добирался до берега и пытался незаметно покинуть зону проведения операции.

## Применение в боевых действиях

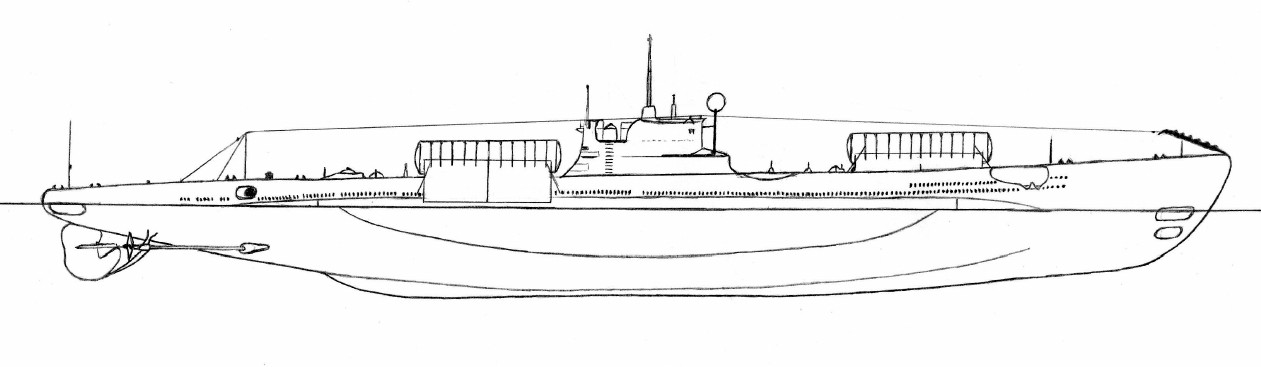
Схема подводной лодки «Шире». Рубка уменьшена, на палубе размещены водонепроницаемые контейнеры для торпед «Майале»

Первые попытки боевого применения торпед «Майале» против английского флота были неудачными. Кроме того, англичанами были потоплены две подводные лодки-носители торпед («Ириде» и «Гондар»).
Операция в Гибралтаре 29—30 октября 1940 года закончились провалом из-за отказа техники. Три торпеды были доставлены к бухте Алхесирас, Гибралтар, подводной лодкой «Шире» (командир капитан 2-го ранга Боргезе). Одна из трёх торпед затонула буквально через 30 минут. Вторая, которой управляли майор Тезеи и водолаз сержант Педретти, достигла входа во внутреннюю гавань. Однако здесь отказали дыхательные приборы обоих пилотов, а следом за ними и резервный аппарат.
Это вынудило Тезеи прервать операцию. Итальянцы затопили свою торпеду и поплыли к испанскому берегу. Как и экипаж другой затонувшей торпеды, Тезео и Педретти встретились с итальянским агентом и с его помощью благополучно вернулись в Италию. Третья торпеда под управлением лейтенанта Биринделли и водолаза унтер-офицера Пакканьини сумела пробраться в военный порт и приблизиться к стоящему на якоре линкору «Барэм», но здесь мотор «Майале» отказал. Сломался и дыхательный аппарат Пакканьини. Биринделли в одиночку попытался тащить боеголовку по дну гавани к линкору, но через 30 минут он почувствовал нарастающие симптомы отравления углекислотой. Он завел часовой механизм и выплыл на берег. Торпеда взорвалась, не причинив вреда линкору, а оба пилота попали в плен.

### Первые успехи
Первых относительных успехов итальянцам удалось добиться 19−20 сентября 1941 года. Военная разведка сообщила, что в гавани Гибралтара стоят линкор, авианосец и два крейсера, они и были выбраны в качестве главных целей. Подводная лодка «Шире» снова доставила три торпеды с экипажами к бухте Алхесирас. На этот раз англичане приняли некоторые меры безопасности. Рейд Альхесираса и военная гавань постоянно патрулировались катерами, которые периодически сбрасывали в воду гранаты. Два экипажа «Майале» не смогли проникнуть в военную гавань из-за действий этих катеров и они выбрали цели на внешнем рейде. Были заминированы теплоход «Дурхэм» (10900 тонн) и небольшой танкер «Фиона Шелл» (2444 тонны).
Однако действия третьего экипажа (лейтенант Визинтини и водолаз Магро) показали, что «Майале» способна выполнить задачу, для которой проектировалась — проникнуть в защищенную гавань противника и уничтожить стоящий там корабль. Уклонившись от патрульных катеров, Визинтини погрузился на 11 метров и провёл торпеду между стальными тросами, поддерживающими заградительную сеть поперек входа в гавань. Вскоре он поднялся на поверхность недалеко от британского крейсера. Решив, что времени для атаки стоявшего далеко в южной части гавани авианосца «Арк Ройал» не осталось, Визинтини выбрал в качестве цели не крейсер, а гружёный танкер. Он рассчитывал, что разлившаяся нефть загорится и пожар охватит всю гавань. Установив заряд на корпусе танкера Визинтини и Магро благополучно ушли. В 6.30 они уже встретились с итальянским агентом в Испании. В 8.45 мощный взрыв разломил пополам эскадренный танкер «Денбидейл» (8145 тонн), однако, к разочарованию итальянцев, пожар не начался.

### Операция в Александрии

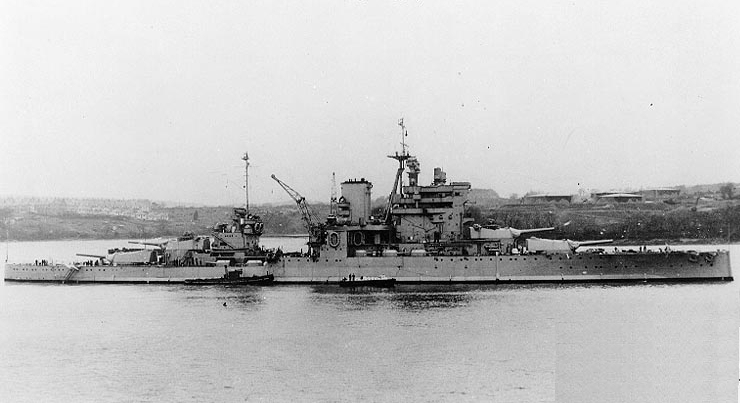
Линкор «Вэлиант»

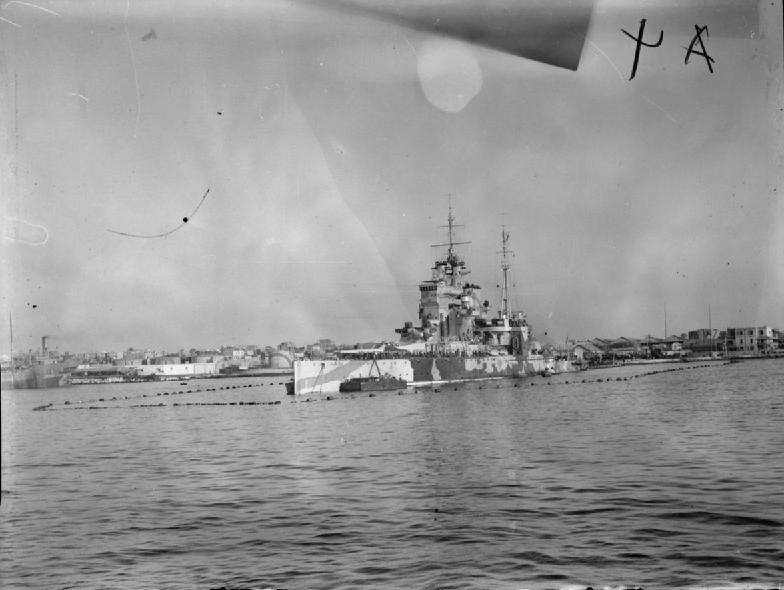
Линкор «Куин Элизабет» в гавани Александрии защищённый противоторпедными сетями

Самая удачная операция с участием торпед «Майале» была проведена ночью 18—19 декабря 1941 года, когда атаке подверглась база британского флота в порту Александрия (Египет). Подводная лодка «Шире» выпустила три «Майале», которые проникли в гавань, где в это время находились линкоры «Куин Элизабет» и «Вэлиант», несколько эсминцев и транспортные суда. Итальянцам удалось буквально проскочить сквозь ворота в боново-сетевом заграждении в кильватерной струе британских эсминцев, которые в это время заходили в гавань. Торпеды не были замечены патрульными катерами и успешно преодолели сетевые ограждения линкоров. Лейтенант де Ла Пенне и водолаз унтер-офицер Бьянки должны были атаковать линкор «Вэлиант».
Хотя дыхательный аппарат Бьянки отказал, что вынудило его подняться на поверхность, а винт торпеды заклинило, де Ла Пенне сумел руками протащить её по дну последние несколько метров, после чего завел взрыватель боеголовки. Оба итальянца вынырнули у борта линкора и были взяты в плен. Они отказались отвечать на вопросы и были посажены в одно из внутренних помещений линкора совсем недалеко от того места, где был установлен заряд. За десять минут до взрыва де Ла Пенне потребовал встречи с капитаном и сообщил о скором подрыве заряда. Они все ещё находились на корабле, когда в 6.20 произошёл взрыв. На несколько минут раньше взорвался заряд, установленный под днищем линкора «Куин Элизабет» инженер-капитаном Марсельей и водолазом унтер-офицером Скергатом. В это время сам адмирал Каннингхэм стоял на корме линкора. Как он вспоминал, «его подбросило в воздух футов на пять», когда массивный корпус корабля содрогнулся от взрыва. Марселья и Скергат были взяты в плен через три дня на берегу.
Третья торпеда, которой управляли капитан Мартелотта и водолаз унтер-офицер Марино, должна была взорвать гружёный танкер. Кроме боеголовки торпеды, пилоты имели 6 кальциево-карбидных зажигательных патронов. Установив главный заряд под днищем танкера «Сагона» (7554 тонны), итальянцы установили взрыватели патронов так, чтобы они загорелись после взрыва танкера и подожгли разлившуюся нефть. Но эта уловка не сработала, хотя «Сагона» и стоявший у борта танкера эсминец «Джервис» были тяжело повреждены. Мартелотта и Марино были захвачены в плен на берегу. В результате диверсии «Вэлиант» потерял 167 м² носовой части нижних булей и получил значительные внутренние повреждения. Он простоял в ремонте до июля 1942 года. «Куин Элизабет» пострадал ещё сильнее. У линкора было вырвано 502 м² двойного дна и серьёзно повреждены машины, он сел на дно гавани. Попытка добить «Куин Элизабет» с помощью «Майале» с подводной лодки «Амбра» 14 мая 1942 года провалилась. Линкор удалось подлатать, и он отправился на капитальный ремонт в США, который закончился в июле 1943 года.
Ценой трёх торпед «Майале» и 6 человек их экипажей удалось изменить баланс морских сил на Средиземном море. Однако итальянское командование оказалось неспособно использовать внезапно появившееся превосходство в линкорах, хотя потом оно обвиняло немцев в том, что они не поставили Италии достаточно нефти для ведения морских операций.

### «Ольтерра» — тайная торпедная база

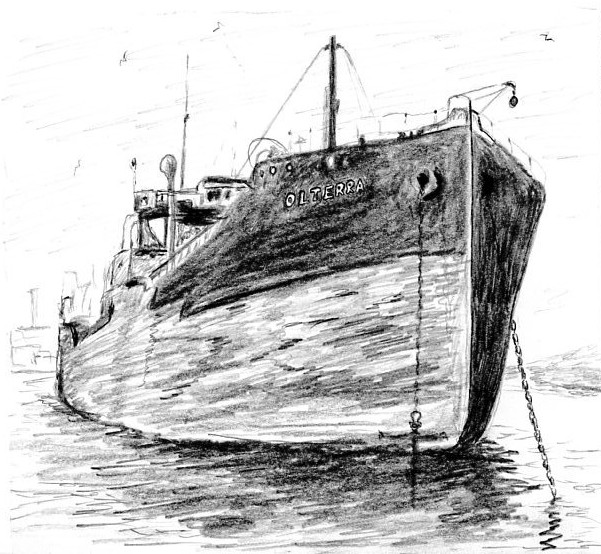
Пароход «Ольтерра»

Хотя подводная лодка вполне подходит для транспортировки управляемых торпед, появились новые и более эффективные способы её поиска и обнаружения, что затрудняло скрытный подход к военно-морской базе. Великобритания значительно усилила охрану своих портов на Средиземном море. Исключительное географическое положение Гибралтара, находящегося очень близко к нейтральной стране (Испания), навело итальянцев на мысль создать тайную базу, откуда боевые пловцы могли бы атаковать вражеские суда с помощью торпед «Майале». Такой базой стал итальянский пароход «Ольтерра», который был затоплен своей командой в начале войны и сидел на мели в испанских водах.
Так как предполагалось судно отремонтировать и продать Испании, его подняли и отбуксировали в гавань Алхесираса, что как раз напротив акватории военной гавани Гибралтара. В трюме транспорта была создана база для торпед «Майале» и боевых пловцов. Под видом запчастей и материалов для ремонта на «Ольтерру» в разобранном состоянии доставлялись торпеды «Майале» и все необходимые инструменты. Постепенно на судне был заменен экипаж, под видом гражданских моряков на «Ольтерру» прибыли боевые пловцы и технические специалисты. За военной гаванью Гибралтара велось круглосуточное наблюдение. Пловцы покидали «Ольтерру» через прорезанный в подводной части корпуса люк. К декабрю 1942 года все было готово к выпуску трёх торпед. Вскоре в Гибралтар вошла сильная английская эскадра: линкор «Нельсон», линейный крейсер «Ринаун», авианосцы «Фьюриес» и «Формидабл». Итальянцы назначили атаку на 7 декабря.
В тот же вечер все три экипажа покинули на торпедах «Ольтерру» и направились ко входу в базу. Однако пловцы не знали, что охрана порта, куда зашли столь ценные корабли, была значительно усилена. Появились новые, оснащенные гидрофонами катера, которые каждые 2—3 минуты производили сброс глубинных бомб, что обеспечивало поражение пловцов в радиусе нескольких сот метров от места взрыва бомбы. Первый экипаж (ветераны Визинтини и Магро) добрался до входа в порт, преодолел заграждения и под водой двинулся к линкору «Нельсон». Когда до цели оставалось несколько сот метров, их засек гидрофон патрульного судна, немедленно раздался взрыв глубинной бомбы, затем ещё один, и оба водителя погибли. Второй экипаж (Маниско и Варини) был замечен с мола и обстрелян из пулеметов. Он нырнул и попытался уйти, но был оглушен с катера глубинными бомбами. Затопив торпеду и всплыв на поверхность, итальянцы в полубессознательном состоянии были взяты в плен. Третий экипаж (Челла и Леоне) был застигнут тревогой, поднявшейся на базе, когда был ещё на большом расстоянии от входа. Командир (Челла) решил погрузиться и идти под водой, но оглушенный близкими разрывами глубинных бомб, отказался от атаки. Когда командир всплыл и двинулся назад к «Ольтерре», он обнаружил, что его напарник бесследно исчез. Операция провалилась. На допросах пленные итальянцы утверждали, что были доставлены к базе на подводной лодке. Англичане так и не узнали о роли «Ольтерры» до конца войны.
Этот случай показал, что время управляемых торпед прошло, охрана военных баз поднялась на такой уровень, что проникнуть в них верхом на торпеде стало невозможно. Боевые пловцы вынуждены были переключиться с атак боевых кораблей в защищенных базах на атаки торговых судов на внешних рейдах. С сентября 1942 года по август 1943 года человекоуправляемые торпеды и боевые пловцы потопили или тяжело повредили 11 торговых судов союзников общим водоизмещением 54200 тонны. Кроме того, 10 декабря 1942 года подводная лодка «Амбра» доставила на рейд Алжира три торпеды «майале» и десять боевых пловцов. Они потопили четыре судна водоизмещением 22300 тонн. В момент капитуляции Италии на борту «Ольтерры» велась подготовка к атаке Гибралтара с помощью новых торпед SSB, где экипаж прикрывался легким металлическим кожухом, что несколько повышало его устойчивость к взрывам глубинных бомб, но эти торпеды уже не приняли участия в боевых действиях.

### На русском
- Каторин Ю. Ф., Волковский Н. Л., Тарнавский В. В. Уникальная и парадоксальная военная техника. — СПб.: Полигон, 2003. — 686 с. — (Военно-историческая библиотека). — ISBN 5-59173-238-6.
- Юнио В.Боргезе, Кайюс Беккер «Подводные диверсанты во Второй мировой войне» издательство АСТ, Москва, 2001 г., 636 стр., тираж 7000 экз., ISBN 5-17-008535-4

### На других языках
- Harald Fock: Marine-Kleinkampfmittel. Bemannte Torpedos, Klein-U-Boote, Kleine Schnellboote, Sprengboote gestern – heute – morgen. Nikol, Hamburg 1996, ISBN 3-930656-34-5, S. 20–24.
- Maurizio Brescia: Mussolini s Navy: A Reference Guide to the Regia Marina 1930-1945, Verlag Seaforth Publishing, 2012, ISBN 9781848321151 S. 194 [1]